# 日本内分泌学会
一般社団法人日本内分泌学会（にほんないぶんぴがっかい、英語: The Japan Endocrine Society (JES)）は、日本の学術研究団体の一つ。

## 概要
1925年6月設立。学術研究団体としての種別は単独学会である。
基礎医学臨床医学を学術研究領域とし、内分泌代謝学に関する学理及び応用の研究についての発表及び連絡、知識の交換、情報の提供等を行うことにより、研究の進歩普及を図り、学術の発展と人類の福祉に寄与することを目的としている。
国内においては日本医学会に、国際学術連合体としては国際内分泌学会、アジア・オセアニア内分泌学会連合に加入している。

## 沿革
- 1925年 - 日本内分泌学会発足。
- 1984年 - 社団法人日本内分泌学会設立。
- 2012年 - 一般社団法人日本内分泌学会へ移行。

## 刊行物

### 日本内分泌学会雑誌
- 誌名（和文）：日本内分泌学会雑誌
- 誌名（欧文）：Folia Endocrinologica Japonica
- 創刊年：1925
- 資料種別：会議録・要旨集
- 使用言語：日英混在
- 発行形態：印刷体、eジャーナル
- 著作権帰属先：学会
- クリエイティブコモンズ：定めていない
- 購読：有料

### Endocrine Journal
- 誌名（和文）：Endocrine Journal
- 誌名（欧文）：Endocrine Journal
- 創刊年：1954
- 資料種別：ジャーナル（査読付き論文を含む）
- 使用言語：英語のみ
- 発行形態：eジャーナル
- 著作権帰属先：学会
- クリエイティブコモンズ：定めていない
- 購読：無料